# Коваленко Юрій Миколайович
Ю́рій Микола́йович Ковале́нко (Доктор Звук/Doctor Zvuk) (5 квітня 1967, Шевченкове, Кілійський район) — професійний український актор-імітатор голосів, іноземних мов та звуків, кавалер Почесної відзнаки «Великого князя Володимира» II ступеня, двічі рекордсмен Книги Рекордів України, актор театру, кіно та дубляжу, співавтор концепції адаптування іноземних медіапродуктів для українського глядача, яка охоплює продуктивне використання місцевого колориту (імен, подій, історій) та посилення гумористичної складової перекладу, у різні роки — брендовий голос українських телеканалів: «К1», каналів групи «1+1 Media», радіо «Ера-FM», актор озвучення і дублювання багатьох фільмів і мультфільмів українською.
У художніх, документальних та фільмах іншого напрямку, часто озвучує Леніна, Сталіна, Берію, Левітана, Брежнєва, Горбачова, Єльцина та Ющенка. Заслужений артист України.

## Біографія
Народився 5 квітня 1967 року на Бессарабії. З дитинства імітував звуки багатої природи, фауни Національного заповідника «Дунайські плавні», біля якого проживав від народження до закінчення школи.
Здобув вищу освіту у Київському державному інституті театрального мистецтва імені Івана Карпенка-Карого. По закінченні отримав професію актора драматичного театру та кіно. Амплуа — трагікомік. Зі студентських років знімався у багатьох популярних дитячих телепрограмах: «Мультфільм на замовлення», «На добраніч, діти». Також Юрій Коваленко знімався у к/ф «Війна», «Молитва за гетьмана Мазепу», «Ожидая груз на рейде Фучжоу возле Пагоды», «Магдебурзькі хроніки», телесеріалах «Люди в білому», «Повернення Мухтара» та інших.
З 2000 року Юрій Коваленко відомий як професійний актор-імітатор звуків живої та неживої природи, голосів та іноземних мов «Доктор Звук». Працював ведучим шоу «Українські бублики» на радіо «XITFM».
З 2002 року він озвучує багатьох українських та закордонних політиків, чоловічі персонажі в анімаційному серіалі «Великі перегони» («Студія 1+1»), «Пупсня» (ТЕТ), «Казкова Русь» («Студія 1+1»). В його творчому арсеналі голоси всіх українських президентів, а також президентів різних країн світу, політиків, популярних телеведучих, співаків, акторів. Придумує сюжети та знімається в розважальній програмі «Прихована камера» («Студія 1+1»). На студії «Еммануїл» здублював близько 1000 мультфільмів та програм християнського напрямку.
2002 року Доктор Звук став рекордсменом Книги Рекордів України. У тому ж році озвучив мультфільм «Йшов трамвай дев'ятий номер», який отримав 2003 року Гран-прі МКФ у Берліні за озвучення. 2006 року Доктор Звук став рекордсменом Книги Рекордів України вдруге, й досі його рекорд не вдалося побити жодному українському та європейському виконавцю.
2008 року позував для розробки ескізу образів для анімаційної стрічки «Пригоди бравого вояка Швейка» (закінчено 2012 року), де теж озвучив російською чотири персонажі.
13-й том Енциклопедії Сучасної України (2013) містить статтю про актора-імітатора Коваленка Юрія Миколайовича.
Усього артист здатний відтворити більше 300-т голосів людей та звуків птахів, комах, тварин, явищ природи, звуків людської цивілізації, механізмів, більше десятка іноземних мов, включаючи мову бушменів. Доктор Звук постійно бере участь в дубляжі іноземних фільмів та мультфільмів, озвученні українських телепрограм, фільмів, анімаційних стрічок. Доктор Звук випустив свій аудіоальбом (CD) пародій та імітацій «Антологія V.I.P. — гумору», який одразу став раритетом. Виступає на естраді з номерами голосових та звукових імітацій та як ведучий, MC. Юрій Коваленко дає уроки та майстер-класи акторам цирку (черевомовлення), студентам різних вишів, мистецтво голосу та звукоімітації тощо.
2017 року зіграв Генерала Фоша у фільмі Олексія Шапарєва «Крути 1918». Фільм вийшов в прокат у 2019 році й розкаже історію протистояння українських студентів, які боронили Київ від «червоної чуми» і героїчно бились в бою під Крутами 1918 року.

## Фільмографія
- «Війна на західному напрямку» (1990)
- «Страчені світанки» (1995)
- «Леді Бомж» (2001)
- «Дев'ять життів Нестора Махна» (2006)
- «Таємниця „Святого Патрика“» (2006)
- «Повернення Мухтара» (4—5 сезони) (2008—2009)
- «Крути 1918» (2019)

## Дублювання й озвучення українською
- Різдвяний скарб Михея — (дубляж НСТУ)
- Життя видатних осіб — (дубляж НСТУ)
- Царство небесне — (дубляж студії «1+1»)
- Оптом дешевше 2 — (дубляж студії «1+1»)
- Реальна кров — (дубляж студії «1+1»)
- Величне століття: Роксолана — (дубляж студії «1+1»)
- Величне століття: Нова володарка — (дубляж студії «1+1»)
- Смішарики. Пін-Код — Пін (дубляж студії «1+1»)
- Смішарики. Нові пригоди — Пін (дубляж студії «1+1»)
- Фатмагюль — (дубляж студії «1+1»)
- Фінеас і Ферб — Френсіс Монограм, другорядні персонажі (2, 4 сезони) (дубляж студії «1+1»)
- Маленький зоомагазин — (дубляж студії «1+1»)
- My Little Pony: Дружба — це диво (5—9 сезони) — Шериф Сілвер Стар (дубляж студії «1+1»)
- Джеймі-щупальця — (дубляж студії «1+1»)
- Щенячий патруль — (дубляж студії «1+1»)
- Наші пані у Варшаві — (дубляж студії «1+1»)
- Сила. Повернення додому — (дубляж студії «1+1»)
- Асі — (дубляж студії «1+1»)
- Невловимий (2005) — (дубляж студії «1+1»)
- Симфонія кохання — (дубляж студії «1+1»)
- Моя кохана Діла — (дубляж студії «1+1»)
- Гра престолів (1—2 сезони) — (дубляж студії «1+1»)
- Спартак: Помста — (дубляж студії «1+1»)
- Спартак: Боги арени — (дубляж студії «1+1»)
- Право на вбивство — (дубляж студії «1+1»)
- Напролом (2012) — (дубляж студії «1+1»)
- Пипець — (дубляж студії «1+1»)
- Серцеїд — (дубляж студії «1+1»)
- Тисяча і одна ніч — (дубляж студії «1+1»)
- Бременські музиканти (2009) — (дубляж студії «1+1»)
- Анжеліка, маркіза янголів — (дубляж студії «1+1»)
- Неймовірні пригоди Адель Блан-Сек — (дубляж студії «1+1»)
- Шоу Клівленда — Браян і Джо (дубляж студії «1+1»)
- Вікі Крістіна Барселона — (дубляж студії «1+1»)
- Як втратити друзів і змусити всіх тебе ненавидіти — (дубляж студії «1+1»)
- Хітмен — (дубляж студії «1+1»)
- Бен 10 — (дубляж студії «1+1»)
- Гарфілд 2: Історія двох кішечок — Папуга (дубляж студії «1+1»)
- Елвін та бурундуки — (дубляж студії «1+1»)
- Мандрівний замок — (дубляж студії «1+1»)
- Білий полон — (дубляж студії «1+1»)
- Бургери Боба — (дубляж студії «1+1»)
- Рейган — (дубляж студії «1+1»)
- Чоловік мрії — (дубляж студії «1+1»)
- Пригоди мишеняти — (дубляж студії «1+1»)
- Льодовиковий період 2: Глобальне потепління — (новий дубляж студії «1+1»)
- Дев'ятий округ — (новий дубляж студії «1+1»)
- Перевізник 3 — Джонсон (новий дубляж студії «1+1»)
- Хенкок — (новий дубляж студії «1+1»)
- Некерований — (новий дубляж студії «1+1»)
- Касл — (дубляж студії «1+1»)
- Долина папороті (2 частини) — (дубляж і двоголосе закадрове озвучення студії «1+1»)
- Гаррі Поттер і таємна кімната — (багатоголосе закадрове озвучення студії «1+1»)
- Анаконда (3—4 частини) — (багатоголосе закадрове озвучення студії «1+1»)
- Не займайте Зохана — (багатоголосе закадрове озвучення студії «1+1»)
- Пані Метелиця — (багатоголосе закадрове озвучення студії «1+1»)
- Хоробрий кравчик — (багатоголосе закадрове озвучення студії «1+1»)
- Вихід Дракона — (багатоголосе закадрове озвучення студії «1+1»)
- Турист — (багатоголосе закадрове озвучення студії «1+1»)
- Сафарі — (багатоголосе закадрове озвучення студії «1+1»)
- Поміж — (багатоголосе закадрове озвучення студії «1+1»)
- Очі дракона — (багатоголосе закадрове озвучення студії «1+1»)
- Рухай час! — (багатоголосе закадрове озвучення студії «1+1»)
- Захисник — (багатоголосе закадрове озвучення студії «1+1»)
- Острів Нім — (багатоголосе закадрове озвучення студії «1+1»)
- Карта звуків Токіо — (багатоголосе закадрове озвучення студії «1+1»)
- Легіон — (багатоголосе закадрове озвучення студії «1+1»)
- Стюарт Літтл — (багатоголосе закадрове озвучення студії «1+1»)
- Дім великої матусі 3: Який батько, такий син — (багатоголосе закадрове озвучення студії «1+1»)
- Ігри кілерів — (багатоголосе закадрове озвучення студії «1+1»)
- Спляча красуня — (багатоголосе закадрове озвучення студії «1+1»)
- Чужі на районі — (багатоголосе закадрове озвучення студії «1+1»)
- Мармадюк — (багатоголосе закадрове озвучення студії «1+1»)
- Факір — (багатоголосе закадрове озвучення студії «1+1»)
- Межа — (багатоголосе закадрове озвучення студії «1+1»)
- Прощавай, моя королево — (багатоголосе закадрове озвучення студії «1+1»)
- Життя гірше за звичайне — (багатоголосе закадрове озвучення студії «1+1»)
- Іштар — (багатоголосе закадрове озвучення студії «1+1»)
- Він зведе мене з розуму — (багатоголосе закадрове озвучення студії «1+1»)
- Шопо-коп — (багатоголосе закадрове озвучення студії «1+1»)
- Космічні яйця — (багатоголосе закадрове озвучення студії «1+1»)
- Липучка — (багатоголосе закадрове озвучення студії «1+1»)
- Помста — (багатоголосе закадрове озвучення студії «1+1»)
- Лікар мафії — (багатоголосе закадрове озвучення студії «1+1»)
- Бейб (всі частини) — (багатоголосе закадрове озвучення студії «1+1»)
- Шрек (2 частини) — (багатоголосе закадрове озвучення студії «1+1»)
- Чарівна карусель — (багатоголосе закадрове озвучення студії «1+1»)
- Втеча з Шоушенка — (багатоголосе закадрове озвучення студії «1+1»)
- Веліант: Пернатий спецзагін — (багатоголосе закадрове озвучення студії «1+1»)
- Бандити — (нове багатоголосе закадрове озвучення студії «1+1»)
- Хуго з джунглів — всі чоловічі ролі (двоголосе закадрове озвучення студії «1+1»)
- Великий переполох у малому Китаї — всі чоловічі ролі (двоголосе закадрове озвучення студії «1+1»)
- Поліцейська академія 4: Квартальна охорона порядку — всі чоловічі ролі (двоголосе закадрове озвучення студії «1+1»)
- Горець 2: Прискорення — всі чоловічі ролі (двоголосе закадрове озвучення студії «1+1»)
- Обладунки бога — всі чоловічі ролі (двоголосе закадрове озвучення студії «1+1»)
- Смокінг — всі чоловічі ролі (двоголосе закадрове озвучення студії «1+1»)
- Чарівний меч: У пошуках Камелота — всі чоловічі ролі (двоголосе закадрове озвучення студії «1+1»)
- Народжена вільною — всі чоловічі ролі (двоголосе закадрове озвучення студії «1+1»)
- Булліт — всі чоловічі ролі (двоголосе закадрове озвучення студії «1+1»)
- Принцеса-лебідь — всі чоловічі ролі (двоголосе закадрове озвучення студії «1+1»)
- Той, що знову виганяє — всі чоловічі ролі (двоголосе закадрове озвучення студії «1+1»)
- Наполеон (1995) — всі чоловічі ролі (двоголосе закадрове озвучення студії «1+1»)
- Джуманджі (1995) — всі чоловічі ролі (двоголосе закадрове озвучення студії «1+1»)
- Діти шпигунів 3D: Кінець гри — всі чоловічі ролі (двоголосе закадрове озвучення студії «1+1»)
- Оггі та кукарачі (4 сезон) — диктор (одноголосе закадрове озвучення студії «1+1»)
- Комашки — диктор (одноголосе закадрове озвучення студії «1+1»)
- Брама часу — диктор (озвучення телеканалу «К1»)
- Прихована реальність — диктор (озвучення телеканалу «К1»)
- Там, де нас нема — диктор (озвучення телеканалу «К1»)
- Скіфські кургани — диктор (озвучення телеканалу «К1»)
- Пароль «Риба-Меч» — (дубляж «Нового каналу»)
- Кароліна та її друзі — (старий дубляж телеканалу «ICTV»)
- Вавилон-5 — (дубляж телеканалу «ICTV»)
- Даллас — (дубляж телеканалу «ICTV»)
- Патруль — (дубляж телеканалу «ICTV»)
- Ренегат — (дубляж і багатоголосе закадрове озвучення телеканалу «ICTV»)
- Гей, Арнольде! — всі чоловічі ролі (двоголосе закадрове озвучення телеканалу «ICTV»)
- Проблемна дитина — всі чоловічі ролі (двоголосе закадрове озвучення телеканалу «ICTV»)
- Говард-качка — всі чоловічі ролі (двоголосе закадрове озвучення телеканалу «ICTV»)
- Фантомас проти Скотленд-Ярду — (дубляж телеканалу «СТБ»)
- Великі перегони — (озвучення студій «PRO-TV»\«Бабич-Дизайн» на замовлення телеканалу «1+1»)
- Телепузики — Тінкі-Вінкі, Діпсі, інші чоловічі ролі (дубляж продюсерського центру «Prime-Time» на замовлення «Нового каналу»)
- Сімпсони — другорядні чоловічі ролі (дубляж студій «Пілот», «1+1», «ISP Film» і «Так Треба Продакшн»)
- Бівис і Батхед — Бівис, інші ролі (двоголосе закадрове озвучення студії «Пілот» на замовлення «Нового каналу»)
- Завойовник Зім — всі чоловічі ролі (двоголосе закадрове озвучення студії «Пілот» на замовлення «Нового каналу»)
- Сімнадцять миттєвостей весни — (дубляж студії «З ранку до ночі» на замовлення телеканалу «ТВі»)
- Сезон полювання (2 частини) — Елліот (дубляж компанії «Невафільм Україна»)
- Пірати Карибського моря: Скриня мерця — Папуга (дубляж компанії «Невафільм Україна»)
- Секрет Робінзонів — Дід Бад (дубляж компанії «Невафільм Україна»)
- Міцний горішок 4.0 — Скалвіно (дубляж компанії «Невафільм Україна»)
- Мої друзі Тигрик і Вінні — Тигрик (дубляж компанії «Невафільм Україна»)
- Тримай хвилю! — (дубляж компанії «Невафільм Україна»)
- Дежа вю (2006) — (дубляж компанії «Невафільм Україна»)
- Суперперці — (дубляж компанії «Невафільм Україна»)
- Реальні кабани — (дубляж компанії «Невафільм Україна»)
- Примарний вершник — (дубляж компанії «Невафільм Україна»)
- Знайомтесь: Дейв — Інженер (дубляж компанії «Невафільм Україна»)
- Війна наречених — (дубляж компанії «Невафільм Україна»)
- Зубна фея — (дубляж компанії «Невафільм Україна»)
- Скарб нації: Книга таємниць — Конор Гамільтон (дубляж компанії «Невафільм Україна»)
- Ніч у музеї 2 — ляльки Ейнштейни (дубляж компанії «Невафільм Україна»)
- Тачки (3 частини) — Сирник, Луїджі (дубляж компанії «Невафільм Україна» і студії «Le Doyen»)
- Вінні-Пух (збірка мультфільмів) — Тигрик, Ховрашок (дубляж компанії «Невафільм Україна» і студії «Le Doyen»)
- Крістофер Робін — Тигрик (дубляж студії «Le Doyen»)
- Смурфики (2 частини) — (дубляж студії «Le Doyen»)
- Дружина напрокат — (дубляж студії «Le Doyen»)
- 101 далматинець (1961) — Горщик (дубляж студії «AdiozProduction Studio»)
- 101 далматинець (1996) — Горщик (дубляж студії «Le Doyen»)
- Вперед і вгору — Бета (дубляж студії «Le Doyen»)
- Не бий копитом — Веслі (дубляж студії «Le Doyen»)
- Книга джунглів 2 — Лакі (дубляж студії «Le Doyen»)
- У пошуках Немо — Жак, Бульк (дубляж студії «Le Doyen»)
- У пошуках Дорі — Жак (дубляж студії «Le Doyen»)
- Мулан — (дубляж студії «Le Doyen»)
- Грім у тропіках — (дубляж студії «Le Doyen»)
- Форсаж 4 — (дубляж студії «Le Doyen»)
- Люблю тебе, чувак — (дубляж студії «Le Doyen»)
- Прибулець Павло — (дубляж студії «Le Doyen»)
- Диктатор — (дубляж студії «Le Doyen»)
- Посіпаки — (дубляж студії «Le Doyen»)
- Монстри на канікулах 2 — (дубляж студії «Le Doyen»)
- Театральний роман — (озвучення студії «Укранімафільм»)
- Чарований запорожець — (озвучення студії «Укранімафільм»)
- Йшов трамвай дев'ятий номер — (озвучення студії «Укранімафільм»)
- Зерно — чоловік (озвучення студії «Укранімафільм»)
- Будиночок для равлика — читає текст (озвучення студії «Укранімафільм»)
- Одноразова вічність — всі чоловічі ролі (озвучення студії «Укранімафільм»)
- Ку… — всі ролі (озвучення студії «Укранімафільм»)
- Було літо… — всі ролі (озвучення студії «Укранімафільм»)
- Ключ — всі ролі (озвучення студії «Укранімафільм»)
- Війна яблук та гусені — всі ролі (озвучення студії «Укранімафільм»)
- Каприз — всі ролі (озвучення студій «Укранімафільм» і «Вірменфільм»)
- Моя країна — Україна — (озвучення студії «Новаторфільм»)
- Острів Пахапахау — (дубляж ТРК «Еммануїл»)
- Пригоди Спанкі — (дубляж ТРК «Еммануїл»)
- Варавва (1996) — (дубляж ТРК «Еммануїл»)
- Ти особливий — (дубляж ТРК «Еммануїл»)
- Велика книга — (дубляж ТРК «Еммануїл»)
- Зелений ніс — (дубляж ТРК «Еммануїл»)
- Найкращий подарунок — (дубляж ТРК «Еммануїл»)
- Суперкнига — (дубляж ТРК «Еммануїл»)
- Змивайся — Сід (дубляж студії «Pteroduction Sound»)
- Росомаха — Джон Райт (дубляж студій «Постмодерн»\«Central Production International Group»)
- Цілком таємно: Я хочу вірити — Янк (дубляж студій «Постмодерн»\«Central Production International Group»)
- Сімпсони у кіно — Мо Сизляк, Клітус Спаклер, Кент Брокман, Абрахам Сімпсон (дубляж студій «Постмодерн»\«Central Production International Group»)
- Бі Муві: Медова змова — (дубляж студії «Постмодерн»)
- Шрек назавжди — Румпельштільхен (дубляж студії «Постмодерн»)
- Налякані до шрекавки — Румпельштільхен (дубляж студії «Постмодерн»)
- Трансформери (1—3 і 5 частини) — (дубляж студії «Постмодерн»)
- Дівчина моїх кошмарів — (дубляж студії «Постмодерн»)
- 13-й район: Ультиматум — (дубляж студії «Постмодерн»)
- Штрафник — (дубляж студії «Постмодерн»)
- Південний парк — всі чоловічі ролі (дубляж студії «Постмодерн» і двоголосе закадрове озвучення студії «ISP Film»)
- Джедаї — диктор (озвучення студії «1+1 Продакшн» на замовлення телеканалу «2+2»)
- Помста природи — диктор (озвучення студії «1+1 Продакшн» на замовлення телеканалу «2+2»)
- Знімала мама — всі ролі (озвучення студії «1+1 Продакшн» на замовлення телеканалу «ПлюсПлюс»)
- Світ чекає на відкриття — (озвучення студії «1+1 Продакшн» на замовлення телеканалу «ПлюсПлюс»)
- Посміхніться, вам це личить! — всі ролі (озвучення студії «1+1 Продакшн» на замовлення телеканалу «Бігуді»)
- Павутиння Шарлотти (2006) — Гусак (дубляж студії «Lemma»)
- Стрілець (2007) — Архієпископ Ефіопії (дубляж студії «Lemma»)
- Темний лицар — (дубляж студії «Cinetype»)
- Спіді Гонщик — (дубляж студії «Cinetype»)
- Гаррі Поттер та Орден Фенікса — (дубляж студії «AdiozProduction Studio»)
- Круті фараони — (дубляж студії «AdiozProduction Studio»)
- Дика природа — Бенні (дубляж студії «AdiozProduction Studio»)
- Корпорація монстрів — диктор, епізоди (дубляж студії «AdiozProduction Studio»)
- Еван Всемогутній — Марті (дубляж студії «AdiozProduction Studio»)
- Чак і Ларрі: Запальні молодята — (дубляж студії «AdiozProduction Studio»)
- Фіксики: Великий секрет — Дмитро Кудикін (дубляж студії «Pie Post Production»)
- Казкова Русь — Віктор I, Леонід I, Леонід II, прокурор Щокін, інші (озвучення студій «Квартал-95» і «Animagrad»)
- Пупсня — (озвучення студії «ЮС-Фільм» на замовлення телекомпанії «ТЕТ»)
- Украдене щастя — (озвучення кінокомпанії «УМГ» на замовлення «1+1»)
- Таємний посол — Чорнобай, козак Шевчик (озвучення ТОВ «Фрески»)
- Віктор Робот — (озвучення студії «Червоний собака»)
- ДНК: Портрет нації — читає текст (озвучення ТОВ «Show Time» на замовлення каналу «Україна»)
- Підмінена королева — всі чоловічі ролі (двоголосе закадрове озвучення телеканалу «Малятко TV»)
- Принц за сімома морями — всі чоловічі ролі (двоголосе закадрове озвучення телеканалу «Малятко TV»)
- Римські канікули — (багатоголосе закадрове озвучення студії «Так Треба Продакшн» на замовлення телекомпанії «Інтер»)
- Людина на Ейфелевій вежі — (багатоголосе закадрове озвучення студії «Так Треба Продакшн» на замовлення телекомпанії «Інтер»)
- Війни роботів — всі чоловічі ролі (двоголосе закадрове озвучення студії «Так Треба Продакшн» на замовлення телеканалу «ICTV»)
- Агенти справедливості — (дубляж студії «Так Треба Продакшн» на замовлення телеканалу «Індиго TV»)
- Володар перснів (3 частини) — (дубляж студії «Так Треба Продакшн» на замовлення онлайн-кінотеатру «Sweet.tv»)
- Джеймс Бонд (збірка фільмів) — (багатоголосе закадрове озвучення студії «1+1» і дубляж компанії «Невафільм Україна»)
- Зведені брати — (кінотеатральний дубляж)
- Володар морів: На краю землі — (дубляж)
- Диваки — (багатоголосе закадрове озвучення)
- Невдахи — (багатоголосе закадрове озвучення)
- Болото — (багатоголосе закадрове озвучення)
- Тринадцятий поверх — (багатоголосе закадрове озвучення)
- Володар сторінок — всі чоловічі ролі (двоголосе закадрове озвучення)
- Реквієм за мрією — всі чоловічі ролі (двоголосе закадрове озвучення)
- Ніколас Ніклбі — всі чоловічі ролі (двоголосе закадрове озвучення)
- Підлітки-мутанти Черепашки-ніндзя — всі чоловічі ролі (двоголосе закадрове озвучення)
- Абрафакс - під піратським стягом — всі чоловічі ролі (двоголосе закадрове озвучення)
- Давня легенда. Коли сонце було богом — всі чоловічі ролі (двоголосе закадрове озвучення)

## Дублювання й озвучення російською
- Украдене щастя — епізоди (російський дубляж кінокомпанії «УМГ» на замовлення телеканалу «1+1»)
- Правда життя. Професії — диктор (російське озвучення телеканалу «НТН»)
- Острів Пахапахау — (російський дубляж ТРК «Еммануїл»)
- Ти особливий — (російський дубляж ТРК «Еммануїл»)
- Варавва — (російський дубляж ТРК «Еммануїл»)
- Пригоди Спанкі — (російський дубляж ТРК «Еммануїл»)
- Велика книга — (російський дубляж ТРК «Еммануїл»)
- Зелений ніс — (російський дубляж ТРК «Еммануїл»)
- Найкращий подарунок — (російський дубляж ТРК «Еммануїл»)
- Каприз — всі ролі (російське озвучення студій «Укранімафільм» і «Вірменфільм»)
- Гора самоцвітів — (російське озвучення студії «Пілот»)
- Пригоди бравого вояка Швейка — (російський дубляж студії «Tretyakoff Production»)
- Убити посланця — (російський дубляж компанії «TOPFilm Distribution»)
- Таємні двері — (російське озвучення компанії «PRO-TV»)
- Лід в кавовій гущі — (російське озвучення студії «Київтелефільм»)
- Офіцерські дружини — диктор радіо (російське озвучення компанії «Star Media»)
- Мультачки: Сирникові Байки — Сирник (російський дубляж компанії «Невафільм»)

## Озвучення реклами
- Sim-Sim
- Pronto
- Comet
- Гербіон
- Оболонь
- Бесіда
- Ламізин
- Боботик
- Флєбодіа 600
- Стоматидин
- Алька-Прим
- Водний світ
- 32
- Ace
- Yes!
- Ceresit
- Panadol
- Domestos
- Aquafresh
- Соковинка
- Деквадол
- УльтраФастин
- Coldrex Hotrem
- Kitekat
- Chappi
- Активал
- Нізорал
- Новий зір
- Jacobs
- CreditPlus
- Credit7
- Erste Bank
- Monobank
- Промінвестбанк
- Dim.Ria\Auto.Ria
- Престиж Холл
- Мяу! Гав!
- Kresko
- Red Bull
- Philips
- Lifecell
- Robota.ua
- Будинок іграшок
- Eldorado
- Comfy
- Бар'єр
- Megogo
- Slotoking
- Нафтогаз України
- Гаряча планета
- Соціальна реклама «Діти ― такі діти»
- Соціальна реклама «Не втикай у темний час доби»